# Gaeli

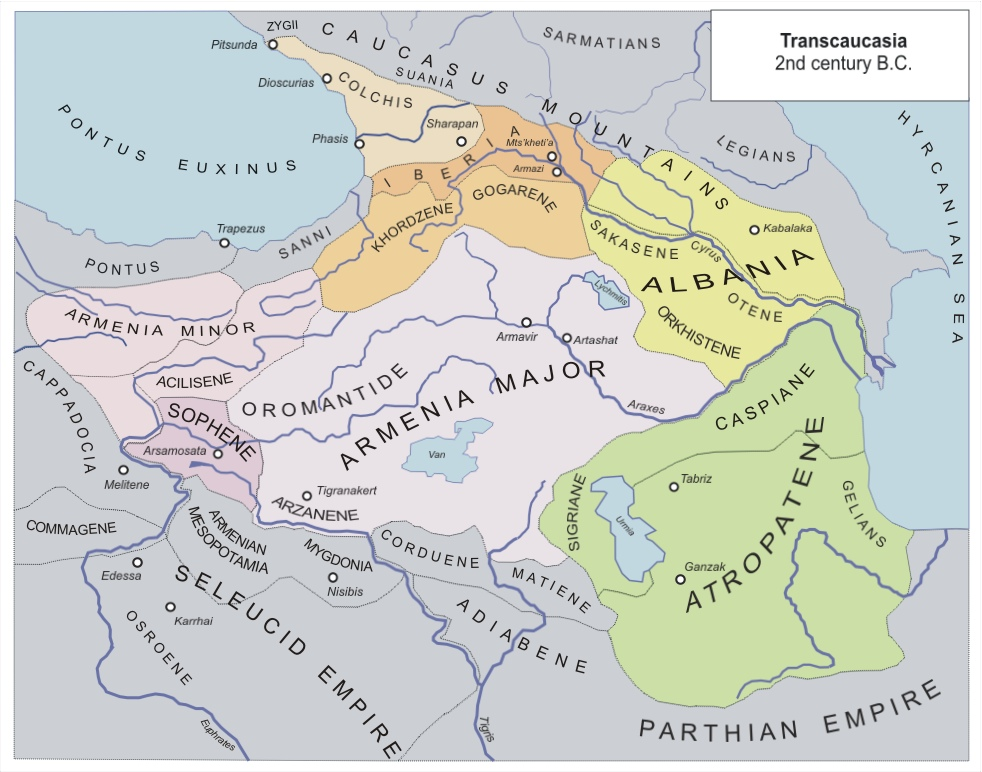
Karte Transkaukasiens im 2. Jahrhundert v. Chr.; die Gaeli sind hypothetisch (in der Landschaft Atropatene) eingezeichnet

Die Gaeli oder Geli (altgriechisch Γῆλαι, Γέλαι Gélai und Γέλοι Géloi; deutsch Gaeler oder Geler) waren ein medischer Volksstamm, der griechischen und römischen Schriftstellern zufolge am südwestlichen Ufer des Kaspischen Meeres lebte. In diesen Quellen werden seinen Angehörigen fantasievolle Eigenschaften und Gebräuche zugeschrieben, die das Volk als exotisch charakterisieren sollten.

## Namensformen und Lokalisierung
In den antiken Quellen erscheinen unterschiedliche griechische Namensformen, so bei Strabon Γῆλαι, bei Plutarch Γέλαι und bei Claudius Ptolemäus Γέλοι.
Die ältesten Informationen zu den Gaeli stammen von Strabon. Dieser beschreibt sie als skythischen Stamm, der zwischen den kaukasischen Albanern und den mythischen Amazonen lebe, und beruft sich als Quelle auf das Geschichtswerk des Theophanes von Mytilene. An anderer Stelle listet Strabon als die fünf Stämme an der Südküste des Kaspischen Meeres die Gaeler, Kadusier, Amarder, Vitier und Anariaker auf. Wenn die Reihenfolge in dieser Auflistung, wie es wahrscheinlich erscheint, der Lage ihrer Siedlungsgebiete von West nach Ost entspricht, hätten die Gelae direkt östlich des Flusses Araxes an der Grenze zu Armenien gelebt. Plinius der Ältere nennt dagegen die Bezeichnungen „Gaeler“ und „Kadusier“ als Synonyme, wobei ersteres die einheimische Bezeichnung des Stammes, zweiteres die griechische Namensform sei. Claudius Ptolemäus wiederum setzt die Kadusier mit den Legai gleich, ohne die Gaeli zu erwähnen. Dies hat zu der Vermutung geführt, dass sich auch bei Plinius ursprünglich diese andere Gleichsetzung gefunden habe, aber das Wort „Legai“ in der Überlieferung des Textes verloren ging (Lacuna). Hans Treidler erwägt, dass es sich bei den Gaeli um eine Untergruppe der Kadusier gehandelt haben könnte.

## Zugeschriebenes Brauchtum
In der antiken Literatur wurden den Gaeli teilweise fantasievolle Eigenschaften zugeschrieben, die sie als exotische Völker außerhalb der Zivilisation darstellen sollten. So sollen bei ihnen die Frauen diejenigen Arbeiten übernommen haben, die sonst den Männern zufielen, etwa die Bestellung des Ackers oder das Errichten der Häuser. Umgekehrt hätten sie sich ihre Geschlechtspartner selbst aussuchen können und mit so vielen Männern, wie sie wollen, geschlafen, gerade auch mit Fremden. Darüber hinaus würden sich bei den Gaeli die Frauen weder parfürmieren noch gefärbte Stoffe tragen sowie stets barfuß gehen. Die Männer dagegen trügen weiche und bunte Kleidung, Schmuck und Parfüme, obwohl sie ansonsten nicht „verweiblicht“ seien und im Krieg und der Jagd durchaus Tapferkeit zeigten.

## Ethnische Einordnung
Es gilt als wahrscheinlich, dass der Name der heutigen iranischen Landschaft und Provinz Gilan, die sich südlich des Kaspischen Meeres befindet, von den Gaeli abgeleitet ist.
Moderne Gelehrte haben verschiedene Hypothesen über die ursprünglichen Siedlungsgebiete, die ethnische Zugehörigkeit und die Sprache der Gelen entwickelt. So kam Peter Karlowitsch von Uslar zu dem Ergebnis, dass Spuren des Volksnamens im Norden von Dagestan zu finden seien. Wassili Wladimirowitsch Bartold und E.A. Grantovsky akzeptierten Plinius’ Gleichsetzung der Gelen und Kadusier und sahen in ihm diesem Volk und seiner Sprache die Vorfahren der heutigen iranischen Talisch-Sprache und ihrer Sprecher.